# Fornalha de quintal

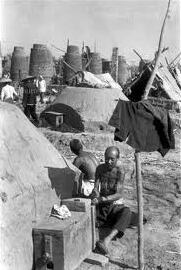
Trabalhadores cuidam de fornalhas de quintal (1958)

Na China, fornalhas de quintal (土法炼钢) eram altos-fornos grandes e pequenos usados pelo povo da China durante o Grande Salto para Adiante (1958–1962).   Elas foram construídas nos campos e quintais das comunas para promover os objetivos do Grande Salto Adiante de tornar a China o maior produtor de aço do mundo. Entretanto, a maioria dos fornos só era capaz de produzir ferro-gusa.
A produtividade dos fornos de quintal era altamente variável na China. Muitas regiões experimentaram um interesse renovado nas práticas tradicionais de metalurgia e produziram aço e cobre com sucesso. No entanto, os fornos de quintal eram, em grande parte, uma atividade improvisada e indisciplinada em grande parte do interior. Em 1958, o Partido Comunista financiou a produção de dezenas de documentários sobre metalurgia, numa tentativa de contrariar a ignorância generalizada e promover ainda mais a prática. 
Os camponeses foram encorajados a priorizar a produção de ferro e aço em detrimento das obrigações agrícolas, o que pode ter sido um fator que contribuiu para a gravidade da Grande Fome Chinesa.  Onde não havia minério de ferro disponível, vários itens de aço e ferro eram fundidos com o objetivo de fabricar aço para criações mais úteis. A popularidade generalizada da prática levou à destruição em massa das moedas de ferro Shengbao do Reino Celestial de Taiping. 
Mao Zedong defendeu os fornos de quintal apesar das deficiências, alegando que a prática demonstrava entusiasmo em massa, criatividade em massa e participação em massa no desenvolvimento econômico. 